# Інтісар – Зувайтіна (трубопровід для ЗВГ)
Інтісар – Зувайтіна (трубопровід для ЗВГ) – складова трубопровідної інфраструктури, що була створена для обслуговування гігантського нафтогазового родовища (групи родовищ) Інтісар.
В 1972 році почав роботу газопереробний завод Інтісар, який, зокрема, вилучав гомологи метану – зріджений нафтовий газ (пропан-бутанова фракція) та конденсат. Для видачі цих продуктів проклали трубопровід діаметром 500 мм, що прямував до установки фракціонування Зувайтіна (відносно довжини його траси можливо відзначити, що нафтопровід Інтісар – Зувайтіна зі схожими початковим та кінцевим пунктами має довжину 220 км).
В 1993-му до Інтісар подали додатковий ресурс гомологів метану по трубопроводу Бу-Аттіфель – Інтісар. В 2018-му саме з цього напрямку відновились поставки, які дозволили запустити після кількарічного простою установку в Зувайтіні.